# 1803 aux États-Unis
Pour des articles plus généraux, voir Chronologie des États-Unis et 1803.
Chronologie des États-Unis
- 1799
- 1800
- 1801
- 1802
- 1803
- 1804
- 1805
- 1806
- 1807

Cette page concerne des événements d'actualité qui se sont produits durant l'année 1803 du calendrier grégorien aux États-Unis.

## Gouvernement
- Président : Thomas Jefferson (Républicain-Démocrate).
- Vice-président : Aaron Burr (Républicain-Démocrate).
- Secrétaire d'État : James Madison.
- Chambre des représentants - Président : Nathaniel Macon (Républicain-Démocrate).

## Événements

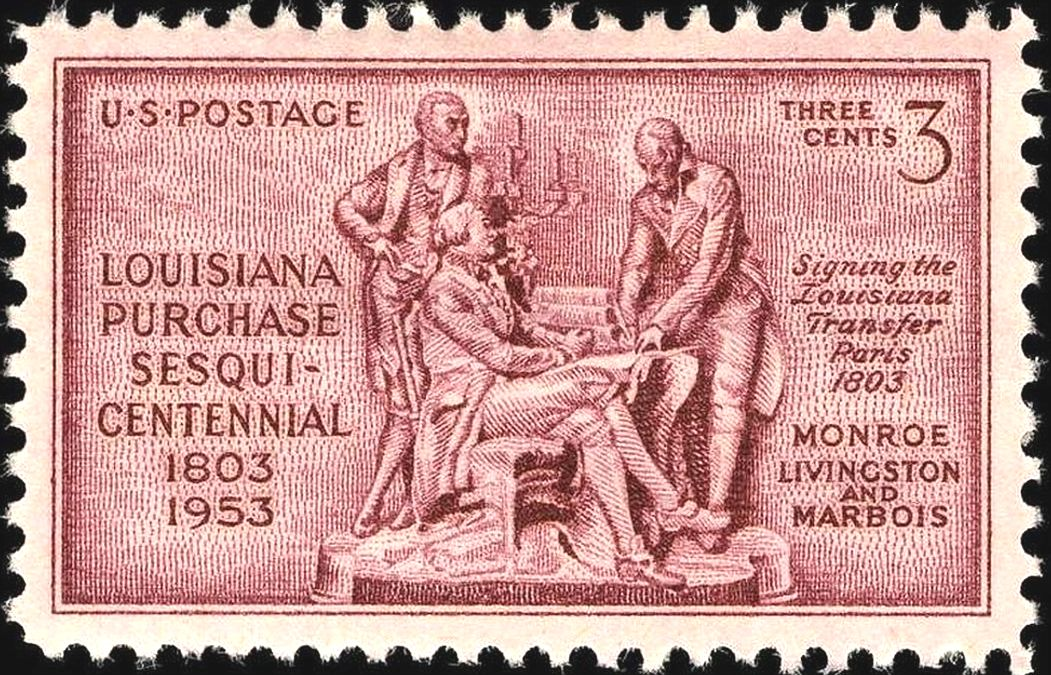
Timbre américain (vers 1953) commémorant l'achat de la Louisiane; François Barbé-Marboisest figuré aux côtés de James Monroe et de Robert Livingston

- 30 janvier : James Monroe et Robert Livingston naviguent vers la France, pour aller à Paris et discuter et même acheter La Nouvelle-Orléans ; ils finissent par conclure l'achat de la Louisiane avec François Barbé-Marbois.

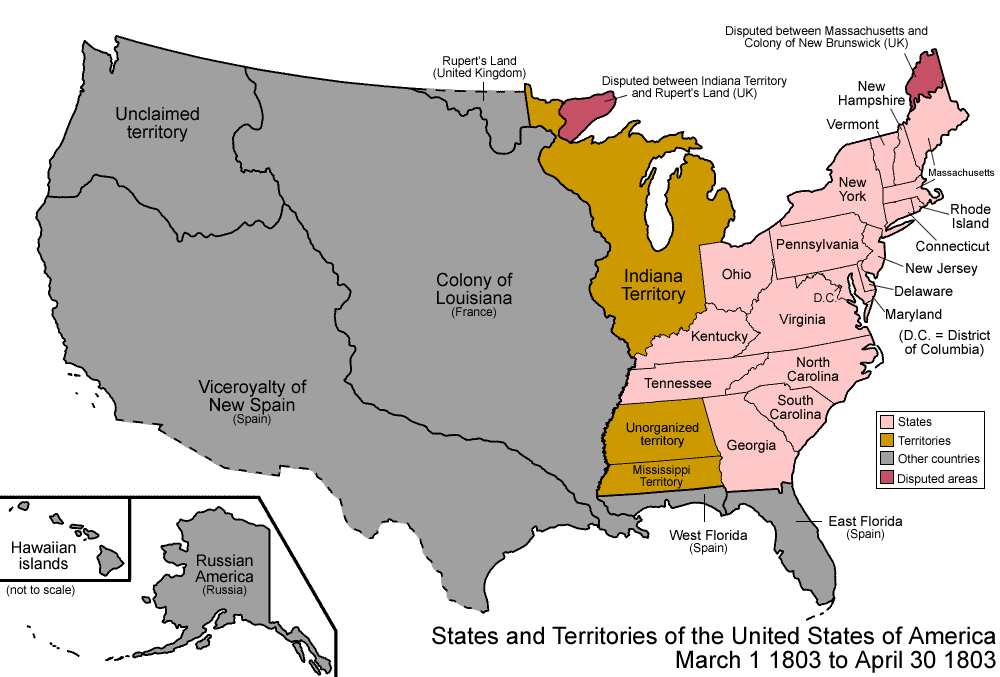
19 février - 30 avril 1803

- 19 février : le président Thomas Jefferson admet la portion sud-est du Territoire du Nord-Ouest et signe un acte du congrès qui approuve la constitution et les frontières de l'Ohio. La partie restante est transférée au Territoire de l'Indiana[1]. Le congrès ne passe une résolution admettant formellement l'Ohio qu'en 1812 comme dix-septième État des États-Unis.
- 19 février : l'Ohio devient le dix-septième État de l'Union américaine[2]. C’est le premier État à se doter d’une loi interdisant officiellement l’esclavage.
- 24 février : Marbury v. Madison : arrêt de la Cour suprême. La cour affirme la capacité, pour les tribunaux et en particulier pour elle-même, de juger de la conformité des lois à la constitution et d’écarter, en ne les appliquant pas, celles qui y contreviendraient. Ce principe donne à la cour son pouvoir le plus important, et fait d’elle la première cour constitutionnelle de l’histoire.
- Le président de la Cour, John Marshall, déclara, lors de la rédaction de l'arrêt que : « C'est une proposition trop évidente pour être contestée que de dire que la Constitution prime sur tout acte législatif qui lui est contraire; s'il en était autrement, la législature pourrait altérer la Constitution par une simple loi. Entre ces deux possibilités, il n'y a pas de moyen terme. Ou bien la Constitution est une loi supérieure à tout, non changeable par des moyens ordinaires; ou bien elle est au même niveau que les actes législatifs ordinaires, et comme d'autres actes elle peut être amendable lorsqu'il plaît à la législature de la modifier. Si la première partie de cette alternative est vraie, alors un acte législatif contraire à la constitution n'est pas une loi; si la seconde partie est vraie, alors les Constitutions écrites sont d'absurdes tentatives, de la part du peuple, pour limiter un pouvoir qui par sa nature est non limitable. Certainement tous ceux qui ont élaboré des constitutions écrites les ont conçues comme formant la loi fondamentale et supérieure du pays, et par conséquent, le principe de tout gouvernement semblable doit être qu'un acte de la législature, contraire à la constitution, est nul... Si un acte de la législature, contraire à la constitution, est nul, doit-il, indépendamment de sa non-validité, lier les tribunaux et les obliger à lui donner des effets ? Ou, en d'autres termes, bien qu'il ne soit pas une loi, constitue-t-il une règle aussi opérante qu'une loi ? Admettre cela reviendrait à renverser dans les faits ce qui a été établi en théorie, et pourrait paraître à première vue une absurdité trop énorme pour qu'il soit besoin d'insister »
- 28 février : interdiction de la traite des esclaves dans les ports des États-Unis[3].

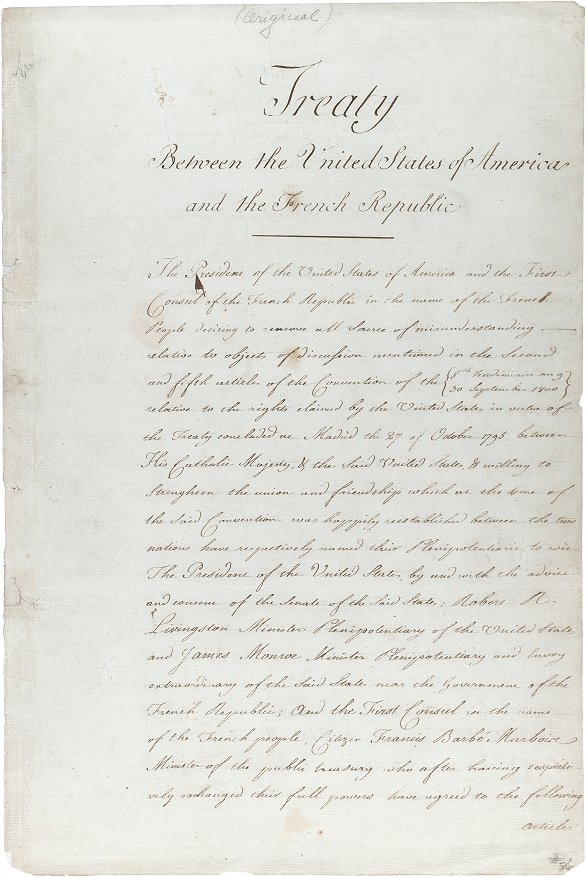
30 avril : Traité de cession de la Louisiane

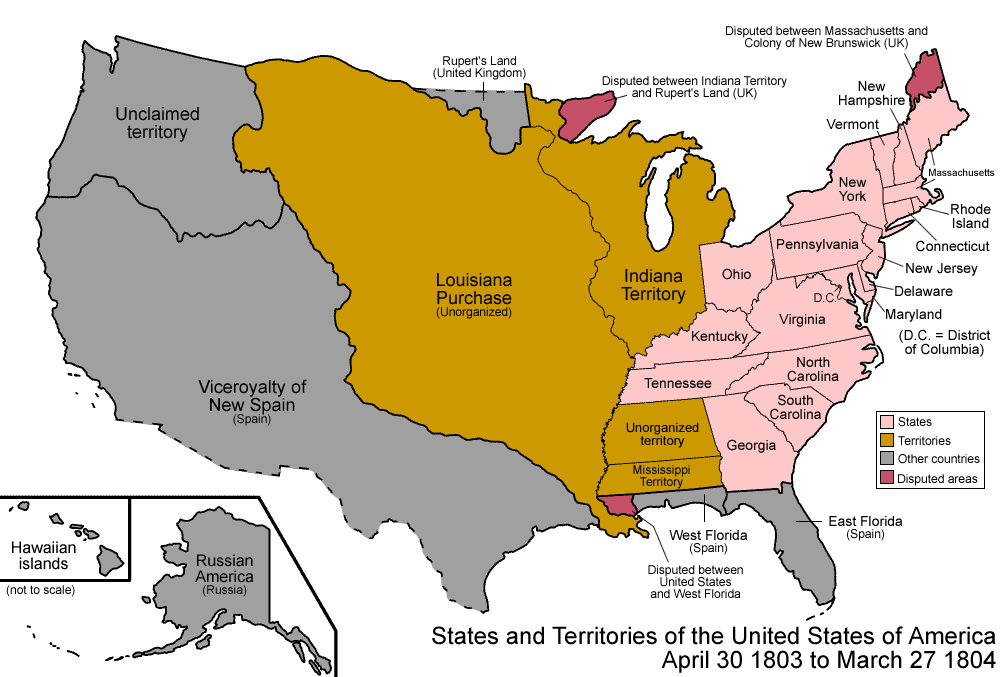
30 avril 1803 - 27 mars 1804

- 30 avril : traité de cession de la Louisiane (2 millions de km²) de la France aux États-Unis (dirigés par Thomas Jefferson), pour 15 millions de dollars (80 millions de francs au total) étendant les États-Unis à l'ouest du Mississippi. À l'est, une controverse éclate avec la Floride Occidentale pour savoir jusqu'où la Louisiane s'étend[4]. Le territoire vendu s'étend légèrement au nord des frontières actuelles, car il est seulement défini par le bassin du Mississippi[5]. Il comprend la totalité des actuels Arkansas, Kansas, Iowa, Missouri, Nebraska et Oklahoma, et des portions du Colorado, Louisiane, Minnesota, Montana, Nouveau-Mexique, Dakota du Nord, Dakota du Sud, Texas et Wyoming. Il inclut également le sud des actuelles provinces canadiennes de l'Alberta, du Manitoba et de la Saskatchewan. Après l’achat de la Louisiane, Jefferson propose au Congrès d’encourager les Indiens à s’établir sur des lopins comme éleveur et agriculteur et d’abandonner la chasse. Il préconise de les inciter à commercer avec les Blancs et à contracter des dettes qu’ils rembourseraient par la vente de leurs lopins.
- 7 juin : le premier Traité de Fort Wayne est signé entre les États-Unis et plusieurs groupes d'Amérindiens. Il sera proclamé le 26 décembre 1803.
- 22 juin : victoire des États-Unis au second combat naval de Tripoli[6].
- 4 juillet :  l'achat de la Louisiane est annoncé au peuple américain.
- 9 août : l'inventeur américain Robert Fulton fait naviguer le bateau à vapeur Clermont sur la Seine. Mais Napoléon ne croit pas en l'avenir de la machine à vapeur.
- Novembre : au Cabildo (en) de La Nouvelle-Orléans, le gouverneur Juan Manuel de Salcedo et le marquis de Sebastián Calvo de la Puerta y O'Farrill, les représentants espagnols,  transfèrent officiellement le Territoire de Louisiane au représentant français, le préfet Pierre-Clément de Laussat (20 jours plus tard, la France transfère la même terre aux États-Unis).
- 20 décembre : au Cabildo (en) de La Nouvelle-Orléans, la France cède La Nouvelle-Orléans aux États-Unis.

#### Articles généraux
- Histoire des États-Unis de 1776 à 1865
- Évolution territoriale des États-Unis
- Histoire de la Louisiane
- Réfugiés français de Saint-Domingue en Amérique

#### Articles sur l'année 1803 aux États-Unis
- Guerre de Tripoli
- Vente de la Louisiane